# Mann Made Hits
Mann Made Hits är ett samlingsalbum av Manfred Mann, utgivet 1966 på His Master's Voice. 

## Låtlista
Sida 1
1. Pretty Flamingo (Barkan)
2. The One In the Middle (Jones)
3. Oh No, Not My Baby (Goffin- King))
4. John Hardy (Arr. Jones - Mann - Hugg - McGuinness - Vickers)
5. Spirit Feel (Jackson - Hendricks)
6. Come Tomorrow (Elgin - Augustus - Philips)
7. Do Wah Diddy Diddy ('Barry - Greenwich)

Sida 2
1. There's No Living Without Your Loving ('Kaufman - Harris)
2. With God On Our Side (Dylan)
3. Groovin' (King - Bethea)
4. I'm Your Kingpin (Mann - Jones)
5. Sha La La (Taylor - Mosley)
6. 5.4.3.2.1 (Jones - Hugg - Mann)
7. If You Gotta Go, Go Now (Dylan)

## Medverkande
- Mike Hugg - trummor
- Paul Jones - sång, munspel
- Manfred Mann - orgel, piano
- Tom McGuinness - bas
- Mike Vickers - gitarr, altsax, flöjt